# Patrick Mukala
Patrick Mukala (nom complet Patrick Mukala Mukala) est un boxeur professionnel congolais né le 23 janvier 1994 à Mbuji-mayi en République démocratique du Congo,,.

## Carrière
Passé professionnel en 2014, il remporte le titre panafricain WBA des poids super-moyens en 2017 aux dépens de Daniel Lartey et le défend victorieusement à 4 reprises. En 2019, Mukala affronte Rowan Campbell pour le gain de la ceinture IBO de la zone Afrique mais perd par arrêt de l'arbitre au 7e round. 

### Liste des combats professionnels
| 17 combats      | 14 victoires | 2 défaites |
| Avant la limite | 13           | 1          |
| Sur décision    | 1            | 1          |
| Match nul       | 1            | 1          |

| Décision possible : KO • TKO (KO technique) • UD (décision aux points unanime) • MD (décision aux points majoritaire) • SD (décision aux points partagée) • D (match nul) • NC (sans décision) • RTD (abandon) |        |                        |      |         |                   |                                              |                                                                 |
| Résultat | Record | Adversaire             | Type | Round   | Date              | Lieu                                         | Notes                                                           |
| Victoire | 14-2-1 | Yanga Phetani          | TKO  | 4 (8)   | 9 décembre 2022   | Johannesburg, Afrique du Sud                 |                                                                 |
| Victoire | 13-2-1 | Simion Tchetha         | TKO  | 3 (8)   | 26 mai 2022       | Johannesburg, Afrique du Sud                 |                                                                 |
| Victoire | 12-2-1 | Jimmy Mabundji Kalembo | TKO  | 3 (6)   | 26 mai 2022       | Johannesburg, Afrique du Sud                 |                                                                 |
| Défaite | 11-2-1 | Rowan Campbell         | TKO  | 7 (10)  | 23 août 2019      | Johannesburg Afrique du Sud                  | Titre des poids super-moyens IBO de la zone Afrique en jeu      |
| Match nul | 11-1-1 | Emmanuel Anim          | SD   | 12 (12) | 21 septembre 2019 | Casino Meropa, Polokwane Afrique du Sud      | Conserve le titre des poids super-moyens WBA panafricain        |
| Victoire | 11-1   | Ibrahim Maokola        | KO   | 3 (12)  | 20 juillet 2018   | Carnival City Casino, Brakpan Afrique du Sud | Conserve le titre des poids super-moyens WBA panafricain        |
| Victoire | 10-1   | Ibrahim Tamba          | KO   | 4 (12)  | 1er juin 2018     | Swazi Royal Spa Casino, Mbabane              | Conserve le titre des poids super-moyens WBA panafricain        |
| Défaite | 9-1    | Ryno Liebenberg        | UD   | 10 (10) | 21 octobre 2017   | Emperors Palace, Kempton Park                |                                                                 |
| Victoire | 9-0    | Daniel Wanyonyi        | TKO  | 3 (12)  | 8 août 2017       | Grand Palm Hotel, Gaborone                   | Conserve le titre des poids super-moyens WBA panafricain        |
| Victoire | 8-0    | Daniel Lartey          | TKO  | 8 (12)  | 25 mars 2017      | Indoor Sports Centre, Kempton Park           | Remporte le titre vacant des poids super-moyens WBA panafricain |
| Victoire | 7-0    | Khayeni Hlungwane      | TKO  | 2 (6)   | 27 août 2016      | Birchwood Hotel, Boksburg                    |                                                                 |
| Victoire | 6-0    | Tineyi Maridzo         | TKO  | 1 (6)   | 28 mai 2016       | Birchwood Hotel, Boksburg                    |                                                                 |
| Victoire | 5-0    | Renson Hobyani         | TKO  | 5 (6)   | 25 février 2016   | Presleys Restaurant, Boksburg                |                                                                 |
| Victoire | 4-0    | Faizel Malinga         | TKO  | 1 (6)   | 12 décembre 2015  | Olive Convention Centre, Durban              |                                                                 |
| Victoire | 3-0    | Page Tshesane          | MD   | 6 (6)   | 3 décembre 2014   | Emperors Palace, Kempton Park                |                                                                 |
| Victoire | 2-0    | Vhonani Netshidamboni  | KO   | 1 (6)   | 22 novembre 2014  | Kibler Park, Johannesburg                    |                                                                 |
| Victoire | 1-0    | Vhonani Netshidamboni  | TKO  | 1 (6)   | 28 août 2014      | Presleys Restaurant, Boksburg                |                                                                 |